# Coelorinchus smithi
Coelorinchus smithi és una espècie de peix de la família dels macrúrids i de l'ordre dels gadiformes.

## Morfologia
- Els mascles poden assolir 32 cm de llargària total.[5][6]

## Hàbitat
És un peix bentopelàgic i marí d'aigües subtropicals que viu fins als 545 m de fondària.

## Distribució geogràfica
Es troba al Pacífic occidental.